# Magadanska oblast
Magadanska oblast (ruski: Магаданская область, Magadanskaja oblast) upravna je jedinica u Rusiji.
Oblast se nalazi u Dalekoistočnom saveznom okrugu na obalama Ohotskog mora. Obuhvaća dio Istočnosibirskog gorja, uglavnom Kolimsko gorje. Rijetko je naseljena, a više od polovice stanovništva živi u glavnom gradu Magadanu. Rusko naseljavanje ovog područja započelo je u 17. stoljeću. U doba SSSR-a, bila je mjestom brojnih gulaga. Glavni grad Magadan utemeljen je tek 1939., kao tranzitno mjesto za prisilne radnike u rudnicima.
Najvažnija gospodarska djelatnost je rudarstvo, prije svega eksploatacija zlata, srebra i cinka. Najpoznatija ležišta: zlata - Karamken (Карамкен) te volframa - Omsukčan (Омсукчан). Značajno je i ribarstvo te proizvodnja električne energije.

### Gradovi
(broj stanovnika prema stanju 1. siječnja 2008.):
- Magadan (Магадан) - 99.600
- Ola (Ола) - 6.400
- Susuman (Сусуман) - 6.300

### Stanovništvo
Prema popisu iz 2002. stanje je:
| Nacionalnost | Broj stanovnika | Postotak |
| ------------ | --------------- | -------- |
| Rusi         | 146.511         | 80,2 %   |
| Ukrajinci    | 18.068          | 9,89 %   |
| Eveni        | 2.527           | 1,38 %   |
| Bjelorusi    | 2.169           | 1,19 %   |
| Tatari       | 2.006           | 1,10 %   |

uz još 100 raznih naroda i narodnih skupina.

## Administrativna podjela
Oblast ima 53 općine: 1 nezavisni grad (grad Magadan), 8 općina, 21 urbanih, i 23 ruralnih naselja.

## Vanjske poveznice
- Službene stranice Magadanske oblasti (rus.)
- Magadan - informativní server (rus.)
- Vijesti Magadanske oblasti  Arhivirana inačica izvorne stranice od 1. rujna 2009. (Wayback Machine) (rus.)